# Франко-фламандский конфликт в Бельгии
Франко-фламандский конфликт в Бельгии (нидерл. Taalstrijd in België, фр. Problèmes communautaires en Belgique)  представляет собой валлоно-фламандское противостояние, которое возникло на основе языкового фактора к середине XIX века. Конфликт имеет давнюю историю, уходящую корнями во времена античности. В середине III века граница Римской империи проходила по р. Рейн, однако долина реки, равно как и лесистая низменность у берегов Северного моря подверглась лишь спорадической романизации. С конца III века в этих регионах начинают селиться германские племена, которые после падения Римской империи становятся хозяевами во всей Западной Римской империи. Тем не менее Суаньский лес предотвратил массовую германскую колонизацию земель к югу и позволил части романского населения региона сохранить свою речь и культуру даже в условиях франкского господства. В современной Бельгии под франко-фламандским конфликтом понимается целый комплекс различий политического, экономического, языкового и этнического характера, которые усиливают поляризацию между двумя общинами.

## Демография
В настоящее время потомками романского населения той эпохи являются франкоязычные валлоны, составляющие порядка 32 % населения Бельгии. Север страны — Фландрия — является областью компактного расселения германоязычных фламандцев (56 % населения), в официальной сфере использующих нидерландский язык. Брюссельцы в основной своей массе (до 90 %) говорят по-французски, хотя Брюссель и является исторически исключительно фламандским городом, как следствие спонтанного процесса галлизации столицы в XIX-XX веках, но валлонами они обычно себя не считают (за исключением недавних иммигрантов из Валлонии). Именно галлизация Брюсселя стала одной из причин начала языкового, а также территориального конфликта в стране.

## Средние века
С конца X века германцы постепенно утрачивают своё явно привилегированное положение в Северной Галлии. К XIII веку усиливается французское влияния во Фландрии, что далеко не всегда приветствовалось местным населением, о чём свидетельствует Битва золотых шпор 1302 г., а также Брюггская заутреня, когда плохое знание франкофонами фламандского языка в буквальном смысле стоило им жизни. Однако не стоит трактовать этот конфликт с чисто языковой и культурной точки зрения — примером могут служить фламандское герцогство Брабант, вставшее на сторону французского короля, и графство Намюр, франкоязычные солдаты которого сражались на стороне фламандского ополчения. 
Но даже военное поражение французов в XIV века не могло остановить растущее влияние французского языка и культуры в раздробленных фламандских и валлонских землях. В период Реформации фламандцы, в отличие от голландцев, продолжали сохранять католичество, а потому остались в составе Испанских Нидерландов, где ведущая роль перешла к валлонской элите и офранцуженной группе фламандских буржуа (франскильоны).

## Язык
Первые десятилетия франко-фламандский конфликт в условиях единой Бельгии проходил исключительно в языковой плоскости. На момент приобретения Бельгией независимости (1830) единственным государственным языком признан французский, хотя, как и в настоящее время, численность фламандцев на тот момент превышала численность валлонцев. Естественной же реакцией на этот языковой «перекос» являлось то, что уже в 1847 году возникает фламандское культурное движение, требовавшее языкового равенства фламандского и французского языков. Французский язык употреблялся повсеместно, став важным инструментом карьерного роста, в то время как фламандский был маргинализирован, несмотря на то, что его считало родным около 60 % населения. Со временем к языковому вопросу добавились экономические, политические и этнические составляющие конфликта.

## Экономика
Хотя в XIX веке Валлония с её угольными шахтами и начала становиться региональным центром индустриализации и современной урбанизации, но всегда уступала и продолжает уступать Фландрии в экономической значимости, так как не имеет выхода к морю, может похвастаться лишь экстенсивным сельским хозяйством и резко отстает в продвижении лёгкой промышленности и новых высокотехнологичных отраслей. 
После Бельгийской революции Льеж и Шарлеруа (Индустриальная долина Валлонии) стали центрами экономического процветания благодаря бурному развитию тяжелого машиностроения, сталелитейной и угольной промышленности, но в первой половине XX века в этих отраслях произошёл упадок, и центр экономической активности из Валлонии переместился во Фландрию.
Кроме того, Фландрия всегда доминировала и культурно (Северное Возрождение), фламандские города являются шедеврами европейской градостроительной архитектуры и ежегодно посещаются миллионами туристов.

## Современные проблемы
- Политический кризис в Бельгии (2007-2010)

### Фламандская точка зрения
- Двуязычный избирательный округ Брюссель-Халле-Вилворде, который стремятся распустить фламандцы, недовольные продолжающейся галлизацией этой части Фламандского Брабанта (был распущен 15 сентября 2011 года).
- Языковые льготы для франкофонов, которые фламандское правительство хочет отменить.
- Брюссельская периферия, в особенности 6 её коммун, в которых благодаря наличию языковых льгот, доля франкофонов выросла с 30 % до 80 %.
- Попытка остановить продолжающийся рост Брюсселя, поглощающего новые территории Фландрии.
- Проблема высокой безработицы в Валлонии и Брюсселе (до 15 % и более) по сравнению с Фландрией (5-6 %), население которой вынуждено субсидировать социальный сектор Валлонии. Уровень жизни, продуктивность, и, собственно и доходы на душу населения в современной Валлонии не только на 25 % ниже, чем в среднем по Фландрии, но и на 15 % ниже средних показателей по ЕС.
- Традиционное нежелание франкофонов изучать нидерландский язык, а тем более фламандские диалекты.
- Социалистические пристрастия в современной валлонской среде.
- Традиционное более дружелюбное отношение к иммигрантам, большинство из которых — выходцы из (частично) франкоязычных стран.
- Проблема территориальной принадлежности ряда приграничных коммун.

### Валлонская точка зрения
- Притеснение франкофонов и полный запрет на применение французского языка в образовательной системе Фландрии[1].
- Отмена вопроса о языке в переписях.
- Проблема территориальной принадлежности ряда приграничных коммун и эксклава Вурен (Фурон).
- Требование вечного сохранения языковых льгот в имеющих их коммунах.
- Требования снятия территориальной и языковой блокады Брюсселя.

## «Осада Брюсселя» Жака Нейринка
Бельгийский и швейцарский писатель Жак Нейринк издал в 1996 году книгу в жанре политической фантастики — «Осада Брюсселя». Сюжет книги повествует о расколе Бельгии на две половины — фламандскую и валлонскую.
С Брюсселем же возникла драматичная ситуация. Столица бывшей Бельгии и — одновременно — столица Фландрии, находится на фламандской территории, но говорят в ней в основном по-французски. Из-за крушения страны более не существует и отдельного субъекта бельгийской федерации — Брюссельского региона. В Брюссель вступили фламандские «чёрные сотни», французский оказался под запретом. Валлоны начали изгоняться из города. Таким образом, город повторяет судьбу боснийской столицы Сараево. 
Книга вызвала в стране острую критику. Фламандская пресса обвинила автора в нападках на фламандцев. Нейринк отверг эти обвинения, утверждая, что он просто в литературной форме рассуждает о тех тенденциях, которые характерны для сегодняшней Бельгии.